# Ораховице (Билећа)
Ораховице су насељено мјесто у општини Билећа, Република Српска, БиХ. Према попису становништва из 1991. у насељу је живјело 71 становника. На попису становништва 2013. године, према подацима Агенције за статистику Босне и Херцеговине пописано је 0 становника.

## Становништво
| Националност | 1991. | 1981. | 1971. | 1961. |
| Муслимани    | 62    |       |       |       |
| Срби         | 9     |       |       |       |
| Укупно       | 71    | '     | '     | '     |

| Демографија | Демографија | Демографија |
| Година      | Становника  | Становника  |
| ----------- | ----------- | ----------- |
| 1961.       | 186         |             |
| 1971.       | 149         |             |
| 1981.       | 92          |             |
| 1991.       | 71          |             |